# خنجر (نشانه)
نشان خنجر (Dagger)، ابلیسک (obelisk) یا ابلوس (obelus) † علامت چاپی است که اگر در جایی از ستاره استفاده شده باشد، معمولاً پاورقی را نشان می‌دهد. این نماد همچنین برای نشان دادن مرگ (مردم) یا انقراض (گونه‌ها یا زبان‌ها) به کار می‌رود. این یکی از نوادگان مدرن اُبلوس است، علامتی که در طول تاریخ توسط پژوهشگران به عنوان یک شاخص انتقادی یا برجسته در دست‌نوشته‌ها به کار می‌رود. (اصطلاح اُبِلیسک از زبان یونانی: ὀβελίσκος گرفته شده‌است </link> (obeliskos) که به معنای «اُبِلوس کوچک» است. از ὀβελός</link> (obelos) به معنی تف برشته).

نمادهای خنجر و دوخنجر در قلم‌های مختلف، تفاوت بین کاراکترهای سبک و غیراستایل را نشان می‌دهد. قلم‌ها از چپ به راست: DejaVu Sans، Times New Roman, LTC Remington Typewriter, Garamond، و Old English Text MT